# Macropora browni
Macropora browni är en mossdjursart som beskrevs av de la Cuadra och Garcia-Gomez 1997. Macropora browni ingår i släktet Macropora och familjen Macroporidae. Inga underarter finns listade i Catalogue of Life.